# ロットワイラー (犬種)
ロットワイラー（英: Rottweiler）は、ドイツのバーデン＝ヴュルテンベルク州のロットヴァイル(Rottweil)地方原産の牧牛用・警備用の犬種。愛称はロッティー（英: Rottie）。

## 歴史
旧称はロットワイラー・メッツガーフンド（英: Rottweiler Metzgerhund、メッツガーフンド＝屠殺人の犬）であるが、イメージが悪くドイツの歴史上の問題もあり現在は「ロットワイラー」と称される。
紀元前にローマ人がもたらしたモロシア犬（モロサス・タイプ）の犬が先祖である。これはもともと番犬として使われていた犬ではあるが、パワフルでかつ頭の切れる優れた犬たちであったため、牧牛犬として改良されてロットワイラーが誕生した。
牛の移動方法はイタリアのカネ・コルソと同じで、リーダー格の牛の頭部に怪我をさせない程度に軽く攻撃をけしかけ、怒らせるかおびえさせることにより移動させ、それに従う他の牛もいっぺんにまとめて移動させるという方法で行われる。農場での管理だけでなく牛を市場へ連れて行く際にも使われ、のちに牛を誘導するだけでなく現金を守る警備犬としても使われるようになった。
牛を売買するための巨額の現金が入った袋をロットワイラーの首輪に提げることで主人以外の誰にも手が出せないようになり、もし現金を盗もうとする者がロットワイラーの首に提げられた袋を取ろうと手を伸ばすと、噛まれて容赦なく撃退される。このことからロットワイラーは銀行よりも安全な『生きた金庫』として重宝されるようになり、世界的な不況が起こった際には銀行から引き出した全財産をロットワイラーに託す家族まで現れるほどであった。
19世紀には牧牛犬としての仕事が機械化されてなくなってしまうが、前述のようにガードドッグとして優れた犬種であったためお金や家を泥棒から守る警備犬として働いた。1910年に軍用犬および警察犬として承認された。また、1870年代になるとドーベルマンの作出に使われ、知名度が更に上昇した。
現在でもロットワイラーは世界的な人気があり、使役犬、ペット、ショードッグとして多く飼育されている。

## 特徴
体高は雄61 - 69cm、雌56 - 64cmで、体重は雄45 - 59kg、雌40 - 50kgの大型犬。
モロサスタイプのがっしりとした筋肉質で骨太な体格。マズルは太く短く、アゴの力は強靭である。目は小さく、鼻の穴が大きい。耳は垂れ耳で、尾は飾り毛の少ない先細りの垂れ尾だが、短く断尾することもある。脚は長いが太く、指も大きく太い。背中と肩幅は広い。コートはスムースコートで、毛色はブラック・アンド・タン。
運動量はあまり多くない。かかりやすい病気は大型犬でありがちな股関節形成不全である。また、骨肉腫の発病率が比較的高い。体重が重いため寝床にはクッションのような物を敷いておくと床ずれを防止できる。

## 事故
2005-2013年の米国とカナダにおける人間死亡事故539件中、ピットブル275件、ロットワイラー85件
。米国疾病対策センター(CDC)の調査によると、米国での1979-1998年の20年間における238件の人間死亡事故のうち、ピットブル1位(66件)に次ぎ、2位（39件）に位置する。
2009年10月11日午前10時35分頃、福岡県那珂川町市ノ瀬で、4歳の男児が秋田犬とロットワイラーの大型犬2頭に襲われて死亡している。

## 参考
- 『犬のカタログ2004』（学研）中島眞理 監督・写真
- 『デズモンド・モリスの犬種事典』デズモンド・モリス著書、福山英也、大木卓訳 誠文堂新光社、2007年